# Orehovci
Orehovci – wieś w Słowenii, w gminie Gornja Radgona. W 2018 roku liczyła 70 mieszkańców.